# Московка (Хабарський район)
Моско́вка (рос. Московка) — селище у складі Хабарського району Алтайського краю, Росія. Входить до складу Мічурінської сільської ради.

## Населення
Населення — 98 осіб (2010; 140 у 2002).
Національний склад (станом на 2002 рік):
- росіяни — 96 %